# Phytomastax bolivari
Phytomastax bolivari är en insektsart som först beskrevs av Boris Petrovich Uvarov 1936.  Phytomastax bolivari ingår i släktet Phytomastax och familjen Eumastacidae. Inga underarter finns listade i Catalogue of Life.